# فرهنگ بوتانی

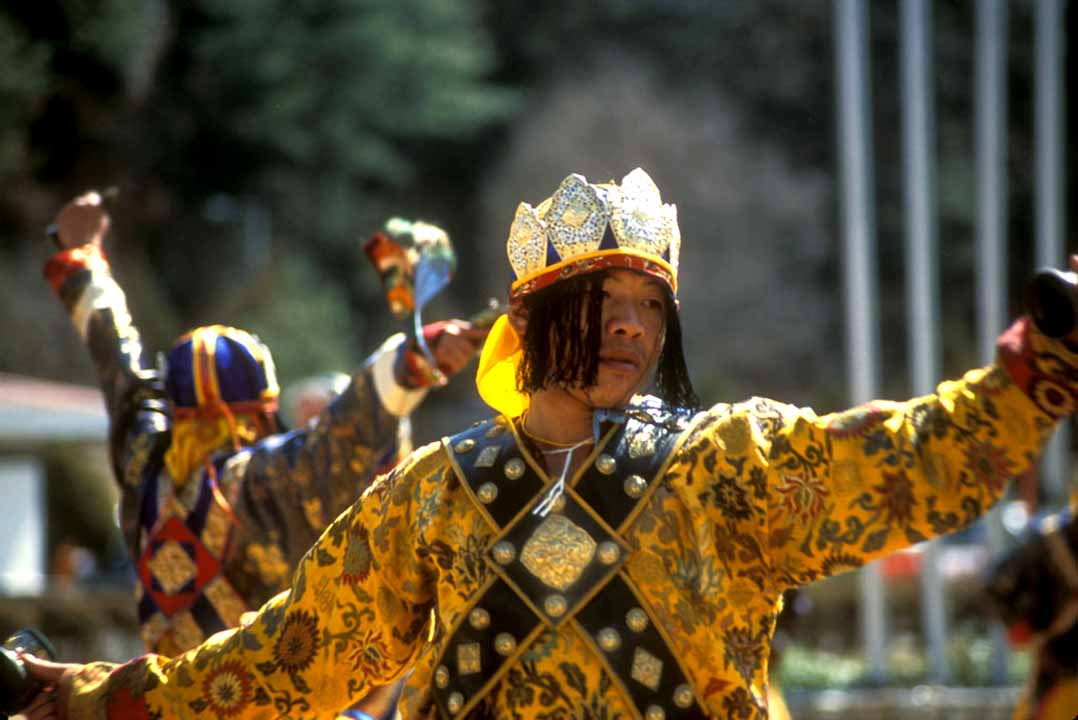
یک رژه موسیقی در بوتان.

بوتان برای محافظت از خود در برابر تأثیرات فرهنگی خارج، به انزوا جغرافیایی خود تکیه کرده‌است. بوتان یک کشور کم جمعیت است که با هندوستان و چین از شمال هم‌مرز است، بوتان از دیرباز سیاست انزواگرایی شدید، چه از نظر فرهنگی و چه اقتصادی، با هدف حفظ میراث فرهنگی و استقلال خود را حفظ کرده‌است. فقط در دهه‌های آخر قرن بیستم، خارجی‌ها فقط در تعداد محدود مجاز به بازدید از کشور بودند.
به این ترتیب، بوتان با موفقیت بسیاری جنبه‌های فرهنگ خود را حفظ کرده‌است، که مستقیماً به اواسط قرن ۱۷ میلادی بازمی‌گردد
فرهنگ مدرن بوتانی از فرهنگ باستان نشات گرفته‌است. این فرهنگ بر رشد اولیه این کشور تأثیر گذاشت. دزونگخا و شارچوپ(Sharchop)، زبان‌های اصلی بوتانی، نزدیک به تبتی‌ها هستند و راهبان بوتانی نوع باستانی زبان تبت، معروف به chhokey را می‌خوانند و می‌نویسند. بوتانی‌ها از نظر جسمی شبیه تبتی‌ها هستند. تبتی‌ها و بوتانی‌ها هر دو گورو تانتریک، پادماسمبهاوا بنیانگذار بودیسم هیمالیا در قرن هشتم را یاد می‌کنند.

## دین

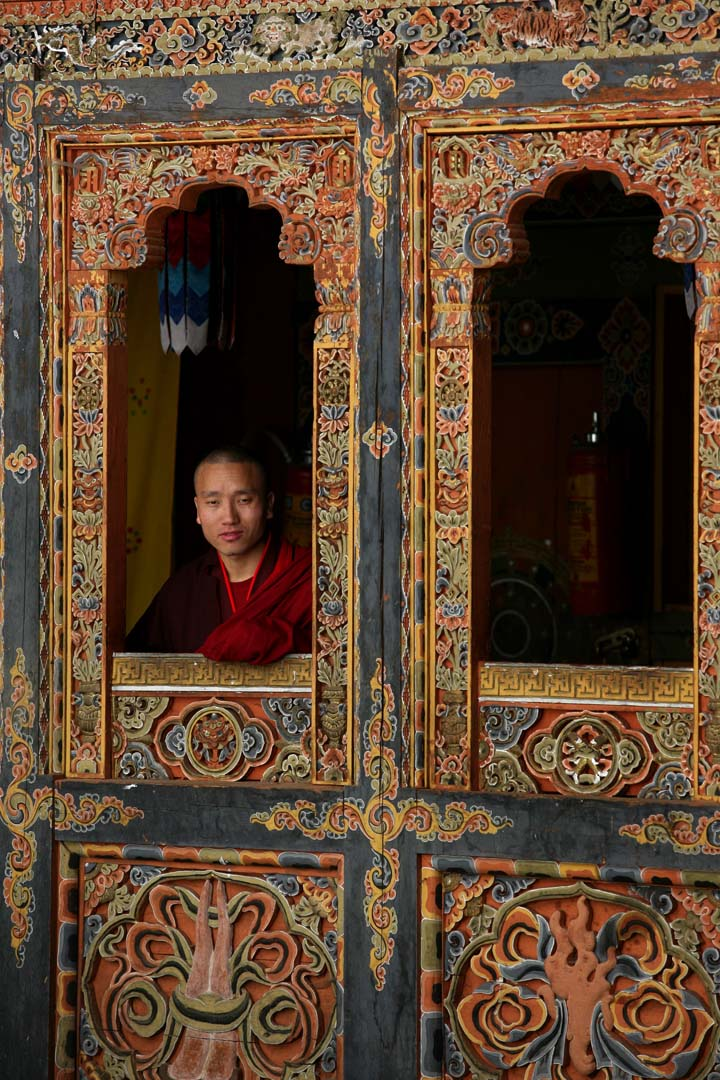
راهب بودایی بوتانی که از پنجره یک صومعه نگاه می‌کند.

جامعه بوتانی متمرکز بر عمل بودیسم است که دین اصلی است. اعتقادات مذهبی در همه ابعاد زندگی مشهود است. برافراشتن پرچم‌های کوچک سفید روی هر خانه در بوتان نشان می‌دهد مالک خانه نذر خویش را برای دلجویی از خدای محلی انجام داده‌است. هر دره یا استان تحت سلطه یک قلعه عظیم دزونگ یا دیوار بلند است که در خدمت مرکز مذهبی و اداری منطقه است.
تقریباً ۲۳٪ از جمعیت پیرو مذهب هندوئیسم هستند. در بوتان جمعیت کمی مسلمان وجود دارد که ۰٫۲٪ از کل کشور را تحت پوشش خود قرار می‌دهد. به‌طور کلی، ۷۵٪ از جمعیت بودایی و ۰٫۴٪ مذاهب دیگر هستند.

### آزادی مذهب در بوتان
در قانون اساسی در سال ۲۰۰۸ و قانون قبلی تضمین شده‌است، با این حال دولت فعالیت‌های تبلیغی غیر بودایی را محدود کرده و ورود مبلغان غیر بودایی به کشور را ممنوع کرده، ساختن بناهای مذهبی غیر بودایی را محدود نموده و برگزاری برخی از جشنواره‌های غیر بودایی را با محدودیت مواجه کرده‌است. بودیسم دروکپا کاگیو (مهایانه) دین رسمی است، اگرچه در مناطق جنوبی بسیاری از شهروندان به‌طور آشکار از هندوئیسم پیروی می‌کنند. از سال ۲۰۱۵، هندوئیسم نیز به عنوان دین ملی کشور مورد توجه قرار گرفته‌است. از این رو پادشاه ایجاد معابد هندو را تشویق می‌کند و امسال پادشاه جشنواره داشین (جشنواره هندو)، که معمولاً با پیروزی خوب بر بد در جامعه هندو شناخته می‌شود را جشن گرفت.

## معماری

### پارو تاکشانگ
نامی است که برای معبد تاکشانگ پالپوگ به‌کار می‌برند. این معبد را با نام لانهٔ ببر نیز می‌شناسند. این معبد، مکانی مقدّس برای پیروان بوداگرایی هیمالیایی است که بر کنارهٔ صخره بر بالای درهٔ پارو در کشور بوتان قرار دارد. مجموعهٔ معبد ابتدا در سال ۱۶۹۲ در اطراف غار تاکشانگ سنگه سامدوپ ساخته شد که گفته می‌شود در قرن هشتم میلادی، گورو پادماساموا به مدت سه‌سال و سه‌ماه و سه‌هفته و سه‌روز و سه‌ساعت در آن به مراقبه مشغول بود. پادماساموا کسی بود که بوداگرایی را به کشور بوتان آورد.

## موسیقی
موسیقی بوتانی ژانرهای سنتی مانند Zhungdra , Boedra و ژانر مدرن به نام Rigsar دارد. نوازندگان بوتانی عبارتند از: Jigme Drukpa، او همچنین یک موسیقیدان برجسته بوتانی است.

## زن و مرد در جامعه

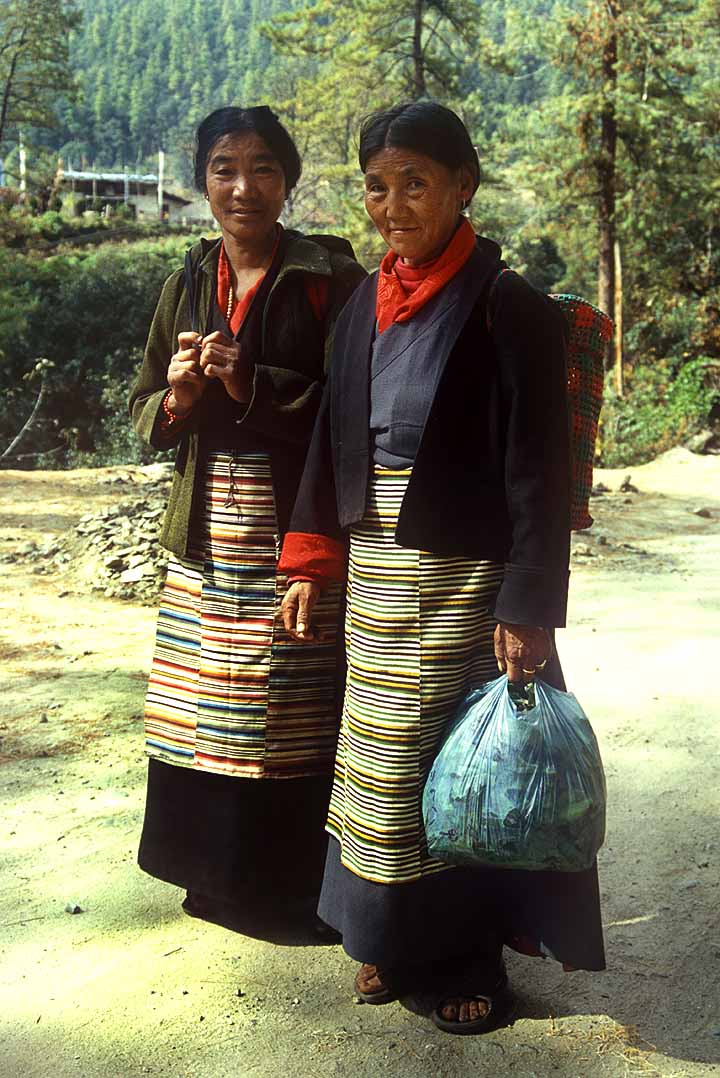
زنان بوتانی‌تبار تبتی در لباس‌های سنتی.

زن و مرد در تمام زمینه‌ها با هم کار می‌کنند و هر دو ممکن است صاحب مغازه‌های کوچک یا مشاغل باشند. مردها در مدیریت خانگی سهم کامل دارند، غالباً آشپزی می‌کنند، و به‌طور سنتی سازندگان و تعمیرکننده لباس هستند.
در شهرها، یک الگوی «غربی» تر از ساختار خانواده در حال ظهور است، که شوهر به عنوان نان آور و همسر به عنوان خانه‌دار فعالیت می‌کنند.
هر دو جنس ممکن است راهب باشند، اگرچه در عمل تعداد راهبان زن نسبتاً کم است.

## اسامی بوتانی‌ها
به جز سلسله‌های سلطنتی، بوتانی‌ها نام خانوادگی ندارند. در عوض، دو نام فرخنده سنتی هنگام تولد توسط لاما محلی یا والدین یا مادربزرگهای کودک انتخاب می‌شوند. اسامی اول معمولاً در صورت مرد بودن یا زن بودن هیچ نشانه ای ندارند. در بعضی موارد ممکن است نام دوم در این زمینه مفید باشد.

## آشپزی
برنج قرمز (مانند برنج قهوه ای، تنها نوع برنج که در ارتفاعات بالا رشد می‌کند)، گندم سیاه، و به‌طور فزاینده ذرت جز غذاهای جزء اصلی بوتان هستند. تنوع غذایی موجود همچنین شامل مرغ، گوشت غژگاو، گوشت گاو خشک شده، گوشت خوک، چربی گوشت خوک، و گوسفند است. سوپ و خورش گوشت، سرخس، عدس و سبزیجات خشک شده به همراه فلفل دلمه ای و پنیر، یک غذای مورد علاقه در فصول سرد است.

## ورزش‌ها

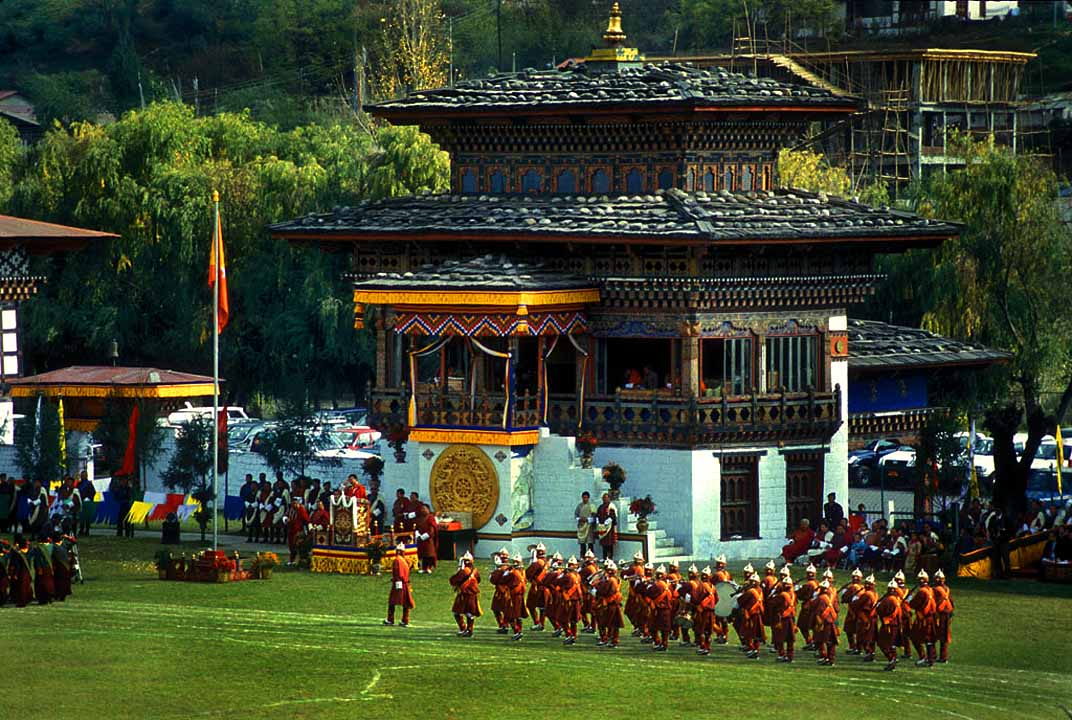
استادیوم چانگ لیمیتانگ، در طول یک رژه.

تیراندازی با کمان ورزش ملی در بوتان است و مسابقات در بیشتر روستاها به‌طور منظم برگزار می‌شود. با مشخصات فنی مانند قرار دادن اهداف و وضعیت آب و هوا، با استانداردهای المپیک تفاوت دارد.
دو هدف قرار دارد که بیش از ۱۰۰ متر از هم فاصله دارند و تیم‌ها از یک انتهای میدان به سمت یکدیگر شلیک می‌کنند. هر یک از اعضای تیم در هر دور، دو پیکان شلیک می‌کند.